# Deutsche Schule Málaga
Die Deutsche Schule Málaga oder Colegio Alemán de Málaga (bis 2018 Deutsche Schule Málaga Juan Hoffmann) ist eine unabhängige Privatschule, die vom spanischen Erziehungsministerium genehmigt ist und von der „Ständigen Konferenz der Kultusminister der Länder der Bundesrepublik Deutschland“ (KMK) als offizielle Auslandsschule anerkannt und beaufsichtigt wird.

## Lage und Einzugsbereich der Schule
Die Schule liegt etwa 15 Kilometer östlich von Marbella auf einem von Pinien und Korkeichen bewaldeten Hügel, etwa 420 Meter über dem Meeresspiegel. Die Entfernung von der Autovia A7, Málaga – Cádiz, beträgt etwa fünf Kilometer. In direkter Nachbarschaft zur Schule befindet sich das Tennis-Zentrum Hofsäss.

## Sonstige Informationen
Zu Beginn des Schuljahres 2007/2008 verteilten sich 650 Schüler (Nationalitäten: 262 dt., 261 span., 57 dt./span. und 70 andere) auf sechs Kindergartengruppen (6 altersgemischte Gruppen von 3 bis 6 Jahren mit Vorschulunterricht in 3 Gruppen, die durch Grundschullehrer unterrichtet werden), acht Grundschulklassen (1. bis 4. Klasse je zweizügig), zwei 5. Klassen (gymnasial geführte Orientierungsstufe) sowie 14 Gymnasialklassen (Klassen 6 bis 12).
Fremdsprachenfolge:

Englisch ab Klasse 5, Französisch ab Klasse 9
Unterrichtssprachen:

Deutsch und Spanisch ab Kindergarten
Naturwissenschaften:

Biologie ab Klasse 5, Physik ab Klasse 7, Chemie ab Klasse 8
Wahlmöglichkeiten:

Wahl zwischen Französisch (sprachlicher Schwerpunkt) und Physik (naturwissenschaftlicher Schwerpunkt) für die Klassen 11 und 12; Informatik freiwillig zusätzlich ab Klasse 10 bis Klasse 12
Kein Kurssystem in der gymnasialen Oberstufe.